# الدوري البلجيكي الدرجة الأولى 2014–15
الدوري البلجيكي لكرة القدم 2014–2015 هو الموسم رقم 112 للدوري البلجيكي الممتاز والذي يتنافس من خلاله 16 فريقًا. بدأ هذا الموسم في 27 يوليو 2014 وانتهى في مايو 2015. واستطاع جينت الفوز بالدوري بعد انتظار دام 115 عامًا بعد تغلبه على ستاندارد لييج بهدفين دون مقابل ليضمن التأهل لدوري أبطال أوروبا لكرة القدم.

## الفرق المشتركة والملاعب
| النادي           | الموقع  | الملعب              | السعة  |
| ---------------- | ------- | ------------------- | ------ |
| جينت             | جينت    | غيلامكو أرينا       | 20.000 |
| كلوب بروج        | بروج    | يان برايدال         | 29,945 |
| أندرلخت          | بروكسل  | كونستانت فاندن ستوك | 21,000 |
| ستاندارد لييج    | لييج    | موريس ديفراسن       | 30,000 |
| شارلروا          | شارلروا | باي دو شارلروا      | 25,000 |
| كورتريك          | كورتريك | جولدن سبورن         | 9,500  |
| جينك             | جينك    | كريستال أرينا       | 24,900 |
| لوكيرين          | لوكيرين | داكنام              | 10,000 |
| ميشيلين          | ميشيلين | آشتر دى كازيرن      | 13,123 |
| أوستينده         | أوستند  | ألبرت بارك          | 8,125  |
| فيسترلو          | فيسترلو | هت كويبيي           | 7,982  |
| زولته فاريغيم    | فاريغيم | ريغين بوغ           | 8,500  |
| موسكرون بيروفيلز | موسكرون | لو كانونير          | 10,800 |
| فاسلاند بيفيرين  | بيفيرين | فريتيل              | 13,290 |
| سيركل بروج       | بروج    | يان برايدال         | 29,945 |
| ليرس             | لير     | هيرمان فانديربورتين | 14,538 |

## الترتيب
| مفاتيح الألوان                                             |
| ---------------------------------------------------------- |
| يتأهل إلى المباريات الفاصلة المؤهلة إلى دوري أبطال أوروبا. |
| يتأهل إلى المباريات الفاصلة المؤهلة إلى الدوري الأوروبي    |
| يهبط إلى دوري الدرجة الثانية.                              |

| #  | النادي           | لعب | فاز | تعادل | خسر | له | عليه | الفرق | النقاط |
| -- | ---------------- | --- | --- | ----- | --- | -- | ---- | ----- | ------ |
| 1  | كلوب بروج        | 10  | 17  | 10    | 3   | 69 | 28   | +41   | 61     |
| 2  | جينت             | 10  | 16  | 9     | 5   | 52 | 29   | +23   | 57     |
| 3  | أندرلخت          | 10  | 16  | 9     | 5   | 51 | 10   | +21   | 57     |
| 4  | ستاندارد لييج    | 10  | 16  | 5     | 9   | 49 | 39   | +10   | 53     |
| 5  | كورتريك          | 10  | 16  | 3     | 11  | 54 | 35   | +19   | 51     |
| 6  | شارلروا          | 10  | 14  | 7     | 9   | 44 | 31   | +13   | 49     |
| 7  | جينك             | 10  | 13  | 10    | 7   | 38 | 28   | +10   | 49     |
| 8  | لوكيرين          | 10  | 10  | 12    | 8   | 38 | 32   | +6    | 42     |
| 9  | ميشيلين          | 10  | 10  | 11    | 9   | 37 | 39   | 2-    | 41     |
| 10 | أوستينده         | 10  | 11  | 5     | 14  | 40 | 52   | 12-   | 38     |
| 11 | فيسترلو          | 10  | 8   | 9     | 13  | 42 | 63   | 21-   | 33     |
| 12 | زولته فاريغيم    | 10  | 8   | 7     | 15  | 41 | 54   | 13-   | 31     |
| 13 | موسكرون بيروفيلز | 10  | 7   | 5     | 18  | 32 | 51   | 19-   | 26     |
| 14 | فاسلاند بيفيرين  | 10  | 7   | 5     | 18  | 10 | 49   | 19-   | 26     |
| 15 | سيركل بروج       | 10  | 6   | 6     | 18  | 21 | 45   | 24-   | 24     |
| 16 | ليرس             | 10  | 5   | 7     | 18  | 10 | 63   | 33-   | 22     |

 # = المركز , لعب = المباريات الملعوبة , فاز = عدد مباريات الفوز , تعادل = عدد مباريات التعادل , خسر = عدد مباريات الخسارة , له = الأهداف التي سجلها , عليه = الأهداف التي استقبلها , +/- = فارق الأهداف 

## المباريات الفاصلة المؤهلة لدوري أبطال أوروبا
تنصّف النقاط التي تم الحصول عليها في الدوري قبل بداية هذه المباريات مع جبر الفواصل. وبالتالي تبدأ الفرق بالنقاط التالية قبل بداية هذه المباريات:
| - كلوب بروج (31 نقطة) - جينت (29 نقطة) | - أندرلخت (29 نقطة) - ستاندارد لييج (27 نقطة) | - كورتريك (26 نقطة) - شارلروا (25 نقطة) |

وفي مجموعة التأهيل لأبطال أوروبا: يتأهل الفريق صاحب المركز الأول مباشرة لدوري أبطال أوروبا والفريق صاحب المركز الثاني يتأهل لتصفيات دوري أبطال أوروبا والفريق صاحب المركز الثالث يتأهل مباشرة للدوري الأوروبي والفريق صاحب المركز الرابع يتأهل لتصفيات الدوري الأوروبي.
| # | النادي        | لعب | فاز | تعادل | خسر | له | عليه | الفرق | النقاط | ملاحظات                                        |
| - | ------------- | --- | --- | ----- | --- | -- | ---- | ----- | ------ | ---------------------------------------------- |
| 1 | جينت          | 10  | 6   | 2     | 2   | 18 | 11   | +7    | 49     | تأهل إلى دوري أبطال أوروبا - مرحلة المجموعات - |
| 2 | كلوب بروج     | 10  | 5   | 1     | 4   | 16 | 16   | +0    | 47     | تأهل إلى تصفيات دوري أبطال أوروبا              |
| 3 | أندرلخت       | 10  | 5   | 2     | 3   | 18 | 13   | +5    | 46     | تأهل إلى الدوري الأوروبي - مرحلة المجموعات -   |
| 4 | ستاندارد لييج | 10  | 4   | 1     | 5   | 14 | 13   | +1    | 40     | تأهل إلى تصفيات الدوري الأوروبي                |
| 5 | شارلروا       | 10  | 3   | 2     | 5   | 13 | 15   | -2    | 36     | تأهل إلى المبارايات الفاصلة للدوري الأوروبي    |
| 6 | كورتريك       | 10  | 2   | 2     | 6   | 11 | 22   | -11   | 34     |                                                |

## المباريات الفاصلة المؤهلة للدوري الأوروبي
في مجموعة التأهل للدوري الأوروبي 1 و2 فإنها تلعب على مجموعتين ويتأهل الفريقين صاحبي المركز الأول في المجموعتين لنهائي بينهم لتحديد المتأهل الثاني للعب التصفيات المؤهلة للدوري الأوروبي
وتحتوي المجموعة الأولى على فرق المركز السابع والتاسع والثاني عشر والرابع عشر، والمجموعة الثانية على فرق المركز الثامن والعاشر والحادي عشر والثالث عشر.

### المجموعة الأولى
| # | النادي        | لعب | فاز | تعادل | خسر | له | عليه | الفرق | النقاط | ملاحظات          |
| - | ------------- | --- | --- | ----- | --- | -- | ---- | ----- | ------ | ---------------- |
| 1 | ميشيلين       | 6   | 5   | 0     | 1   | 14 | 2    | +11   | 15     | تأهل إلى النهائي |
| 2 | جينك          | 6   | 5   | 0     | 1   | 14 | 7    | +7    | 15     |                  |
| 3 | زولته فاريغيم | 6   | 1   | 1     | 4   | 6  | 10   | -4    | 4      |                  |
| 4 | ستاندارد لييج | 6   | 0   | 1     | 5   | 5  | 19   | -14   | 1      |                  |

### المجموعة الثانية
| # | النادي           | لعب | فاز | تعادل | خسر | له | عليه | الفرق | النقاط | ملاحظات          |
| - | ---------------- | --- | --- | ----- | --- | -- | ---- | ----- | ------ | ---------------- |
| 1 | لوكيرين          | 6   | 4   | 1     | 1   | 19 | 9    | +10   | 13     | تأهل إلى النهائي |
| 2 | موسكرون بيروفيلز | 6   | 3   | 1     | 2   | 9  | 8    | +1    | 10     |                  |
| 3 | أوستينده         | 6   | 2   | 0     | 4   | 6  | 12   | -6    | 3      |                  |
| 4 | فيسترلو          | 6   | 1   | 2     | 3   | 7  | 13   | -5    | 5      |                  |

### النهائي
الفائزان من المجموعة الأولى والثانية - ميشيلين ولوكيرين - يتنافسان في هذه المباراة (ذهابًا وإيابًا) لملاقاة الفريق صاحب المركز الرابع في التصفيات المؤهلة لدوري أبطال أوروبا - شارلروا - لتحديد المتأهل إلى دور التصفيات الثاني في الدوري الأوروبي
| لوكيرين                  | 2-2 | ميشيلين                                  |
| ------------------------ | --- | ---------------------------------------- |
| إيفاريست نغولوك 34' (56) |     | داليبور فيسلونفيتش 11' · ينس نايسينس 50' |

| ميشيلين                              | 2-1 | لوكيرين                        |
| ------------------------------------ | --- | ------------------------------ |
| سفيان هاني 9' · ميلوش كوسانوفيتش 56' |     | مييات ماريتش 90+2' (ركلة جزاء) |

النتيجة النهائية: 4-3 لصالح فريق ميشيلين

### مباراة تحديد المتأهل إلى دور التصفيات الثاني في الدوري الأوروبي
تلعب هذه المباراة ذهابًا وإيابًا بين الفريق الفائز من النهائي - ميشيلين - والفريق صاحب المركز الرابع في التصفيات المؤهلة لدوري أبطال أوروبا - شارلروا -
| ميشيلين                                   | 2-1 | شارلروا           |
| ----------------------------------------- | --- | ----------------- |
| إبراهيما سيسيه 42' · ميلوش كوسانوفيتش 86' |     | كارل غيرايرتس 54' |

| شارلروا                                     | 2-0 | ميشيلين |
| ------------------------------------------- | --- | ------- |
| ستيرغوس مارينوس 69' · ديوميرسي ندونغالا 89' |     |         |

النتيجة النهائية: 3-2 لصالح فريق شارلروا

## الهدافون
| # | اللاعب             | النادي           | عدد الأهداف |
| - | ------------------ | ---------------- | ----------- |
| 1 | ألكساندر ميتروفيتش | أندرلخت          | 20          |
| 2 | إيفان سانتيني      | كورتريك          | 15          |
| 3 | رينود إيموند       | فاسلاند بيفيرين  | 14          |
| 3 | جوفري موجانجي بيا  | ستاندارد لييج    | 14          |
| 5 | لوران ديبواتر      | جينت             | 13          |
| 5 | خوزيه إيسكيردو     | كلوب بروج        | 13          |
| 5 | داليبور فيسلونفيتش | ميشيلين          | 13          |
| 8 | تيدي شوفالييه      | كورتريك          | 12          |
| 8 | عبد الله ديابي     | موسكرون بيروفيلز | 12          |
| 8 | مييات ماريتش       | لوكيرين          | 12          |